# Anteprojeto de Vera Cruz para a construção de Brasília

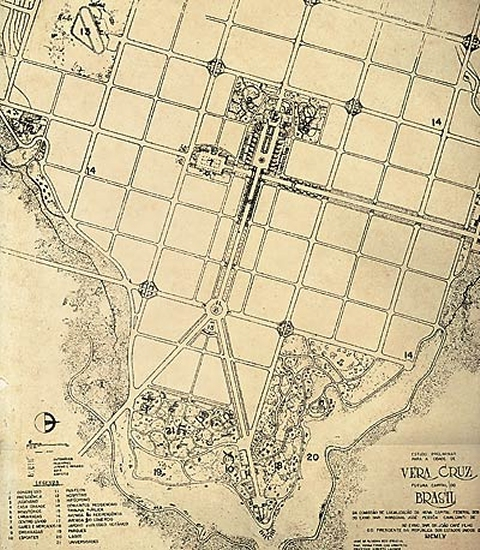
O esboço da nova capital feito pela Comissão de Localização da Nova Capital do Brasil.

O anteprojeto de Vera Cruz para a construção de Brasília  foi elaborado em 1955 pelos engenheiros Raul Penna Firme, Roberto Lacombe e José de Oliveira Reis, a pedido do marechal e presidente da Comissão de Localização da Nova Capital do Brasil, José Pessoa, um ano antes do Concurso para o Plano Piloto de Brasília.
O esboço desenvolvido pelos engenheiros Penna, Lacombe e Reis – em um estudo preliminar para a cidade de Vera Cruz, futura capital do Brasil – tornou-se o primeiro a ter viabilidade de planejamento comprovado pelo Governo Federal do Brasil. Posteriormente, segundo arquitetos e urbanistas, o anteprojeto é semelhante a capital federal.

## História

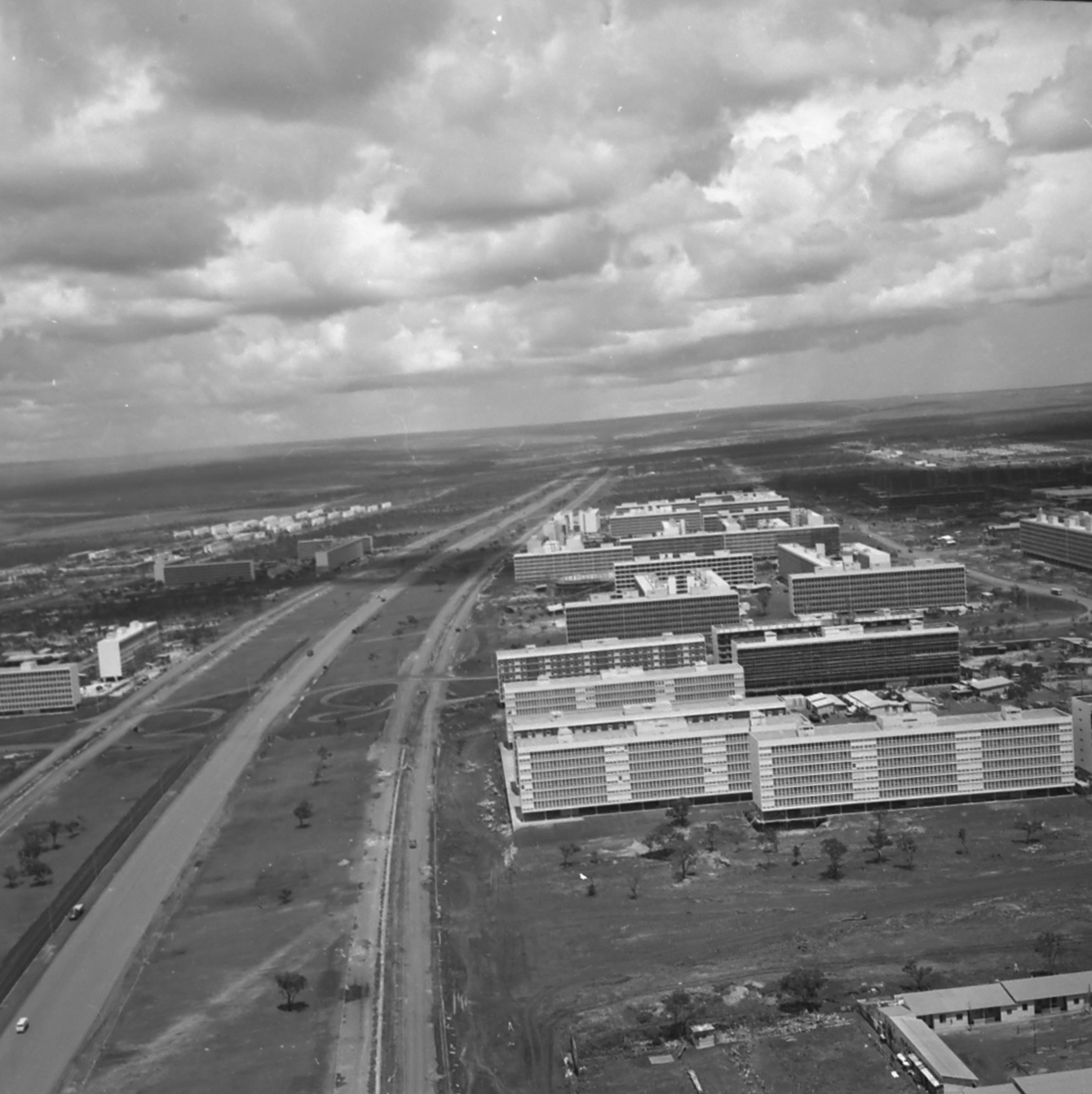
O projeto do Plano Piloto de Brasília já foi esboço antes do concurso oficial em 1956.

Elaborado um ano antes do registro do concurso, a pedido do marechal José Pessoa, presidente da Comissão de Localização da Nova Capital do Brasil, o anteprojeto desenvolvido em 1955 pelos engenheiros Raul Penna Firme, Roberto Lacombe e José de Oliveira Reis. Foi a primeira iniciativa promovida para o Governo Federal do Brasil, cuja viabilidade de implantação tenha sido comprovada.
A nomenclatura de Vera Cruz foi dada pelo marechal José Pessoa por inspiração da suposta ilha descoberta pelo português Pedro Álvares Cabral.
| “ | Vera Cruz significa, pois, uma veneranda tradição de nossa Pátria, envolve-nos carinhosamente sob o manto da fé, relembra-nos o primeiro nome dado ao nosso país — o título que, num momento de alegria, de exaltação e de vitória, aflorou aos lábios do grande descobridor, ao contemplar os sinais da terra brasileira. | ” |
|   | — José Pessoa, marechal e presidente da Comissão e Localização da Nova Capital do Brasil. |   |

Os engenheiros Raul Penna Firme, Roberto Lacombe e José de Oliveira Reis, no entanto, fizeram um estudo preliminar para a "cidade de Vera Cruz, futura capital do Brasil". De acordo com arquitetos e urbanistas, o anteprojeto é semelhante a Brasília, uma vez que possui o cruzamento das duas vias, além de um local reservado para o âmbito governamental, centro civil e área para lazer.
Mais tarde, Raul Penna Firme iria incentivar alguns dos seus alunos de urbanismo a participarem do Concurso Nacional do Plano Piloto da Nova Capital do Brasil. Marcelo Rangel Pestana, Hernan Ocampo Landa e Vigor Artese acabaram por enviar uma proposta ao concurso.